# Perdita leechi
Perdita leechi är en biart som beskrevs av Timberlake 1968. Perdita leechi ingår i släktet Perdita och familjen grävbin. Inga underarter finns listade i Catalogue of Life.